# Mar del Plata
Mar del Plata  é uma cidade no centro-leste da Argentina, situada na costa do Oceano Atlântico, na província de Buenos Aires.
Fundada em 1874, Mar del Plata é um dos maiores portos da Argentina, enquanto também é um destino turístico popular litorâneo. É também onde se localizam os casinos na república Argentina até a década de 1990.
Mar del Plata sediou os Jogos Pan-Americanos em 1995.

## Clima
| Gráfico climático para Mar del Plata                          | Gráfico climático para Mar del Plata | Gráfico climático para Mar del Plata | Gráfico climático para Mar del Plata | Gráfico climático para Mar del Plata | Gráfico climático para Mar del Plata | Gráfico climático para Mar del Plata | Gráfico climático para Mar del Plata | Gráfico climático para Mar del Plata | Gráfico climático para Mar del Plata | Gráfico climático para Mar del Plata | Gráfico climático para Mar del Plata |
| ------------------------------------------------------------- | ------------------------------------ | ------------------------------------ | ------------------------------------ | ------------------------------------ | ------------------------------------ | ------------------------------------ | ------------------------------------ | ------------------------------------ | ------------------------------------ | ------------------------------------ | ------------------------------------ |
| J                                                             | F                                    | M                                    | A                                    | M                                    | J                                    | J                                    | A                                    | S                                    | O                                    | N                                    | D                                    |
| 99 26 14                                                      | 74 26 14                             | 107 23 12                            | 74 20 9                              | 74 17 6                              | 56 13 4                              | 58 13 3                              | 64 14 4                              | 56 16 5                              | 84 18 7                              | 76 22 10                             | 107 24 12                            |
| Temperaturas em °C • Precipitações em mmFonte: Canal do tempo |                                      |                                      |                                      |                                      |                                      |                                      |                                      |                                      |                                      |                                      |                                      |

O clima de Mar del Plata é oceânico (classificado como Cfb na Classificação climática de Köppen). As precipitações não variam muito ao decorrer do ano, entretanto a média de chuva no verão é um pouco maior do que no inverno.
O verão possui muitos dias ensolarados e secos, gerando grande variação de temperatura ao longo do dia. As chuvas são causadas pelas frentes frias. É uma estação de extremos, a temperatura pode atingir valores perto dos 40 °C nos dias mais quentes e valores próximos a 5 °C nos dias mais frios, com máximas de 14 °C.
No inverno a temperatura não muda tão bruscamente como no verão, pois a cidade é influenciada por massas de ar polar em quase toda a estação. Apesar de chover um pouco menos do que no verão, a temperatura diária varia menos, devido a muitos dias nublados e com umidade alta. Neve não é um fenômeno raro, mas não ocorre todos os anos, geralmente de 3 a 5 anos por década é registrado alguma precipitação de neve. As nevadas mais fortes na cidade nos últimos 40 anos foram as de 1975 e 1991.

## Esportes

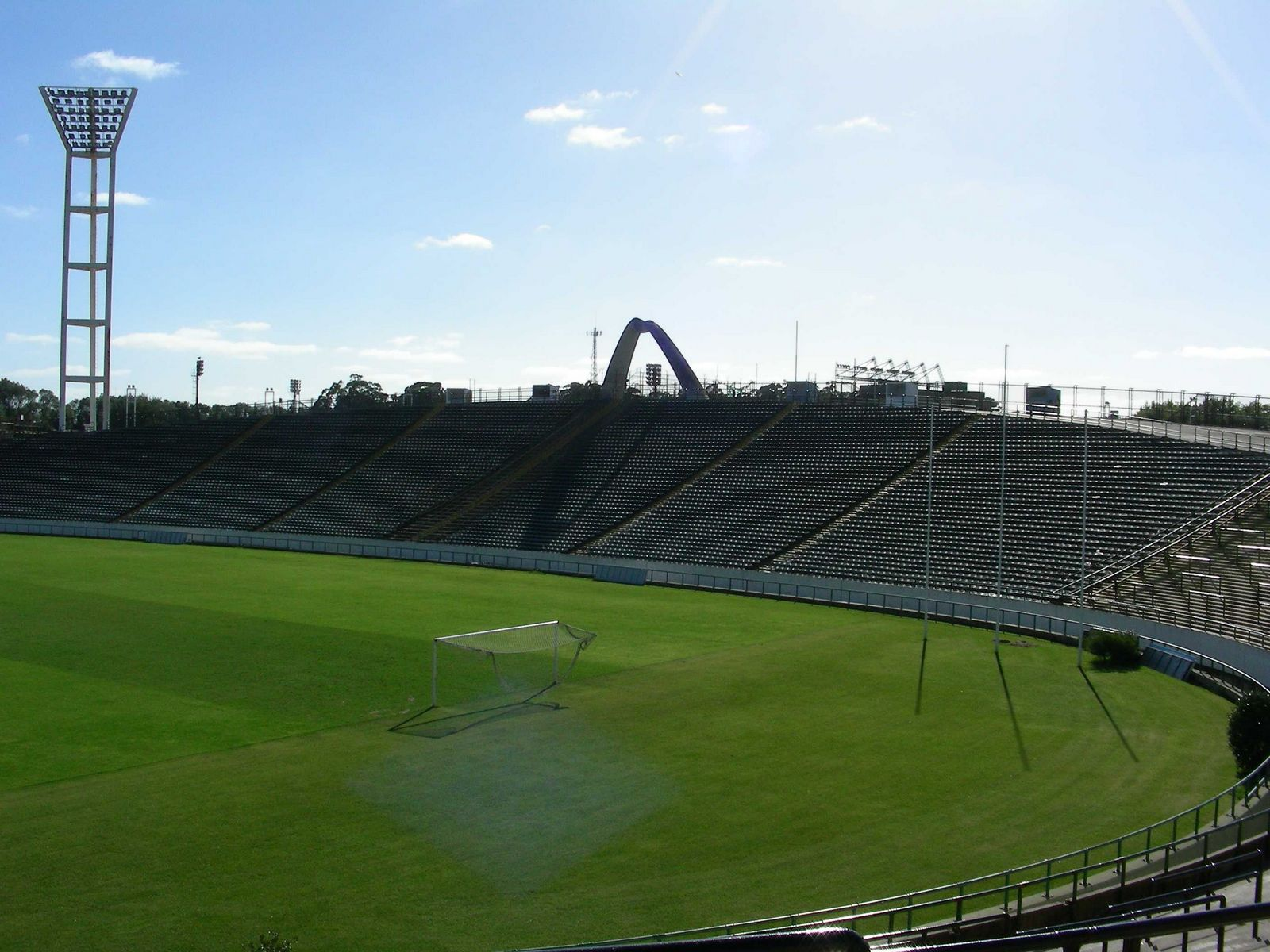
Estadio José María Minella.

No futebol a cidade tem os clubes Aldosivi, Alvarado e Club Atlético Kimberley, o Estadio José María Minella é o que hospeda a maioria dos jogos dos clubes, sendo inclusive uma das sedes da Copa do Mundo FIFA de 1978 e foi o estádio principal dos Jogos Pan-Americanos de 1995. A cidade tem uma forte tradição no basquetebol argentino, tendo dois times, o Peñarol e o Quilmes, hospedou a Copa América de Basquetebol Masculino de 2011.

## Cidades irmãs
As cidades irmãs com Mar del Plata são:
- Viña del Mar, Chile (2001)
- Tianjin, China (2001)
- Havana, Cuba (1998)
- Corunha, Espanha (2000)
- Fort Lauderdale, EUA (2001)
- Acireale, Itália (1996)
- Bari, Itália (2000)
- Porto Recanati, Itália (1998)
- San Benedetto del Tronto, Itália (2001)
- Sant'Angelo in Vado, Itália (1998)
- Cancún, México (1987)
- Ilha das Mulheres, México (2001)
- São Petersburgo, Rússia
- Cantão de Friburgo, Suíça (1994)
- Florianópolis, Brasil
- Viana do Castelo